# 八失人員
「八失人員」（はちしつじんいん、バーシーレニュエン、拼音：Bāshīrényuén、拼音仮名転写：パーシーレンユエンは、2024年末に中華人民共和国で広まった隠語で、珠海市スポーツセンター自動車暴走事件が発生した翌日に習近平総書記（最高指導者）が無差別殺傷事件の再発防止を命じたことを受けて、公安部や居民委員会が、同様の事件を起こす恐れがある人物を洗い出す中で広まっていったとされる表現。同様に広まった表現として、「三低三少」がある。
「八失人員」は、「八つのものを失った人たち」と説明され、その内容には諸説あるとも言われるが、一例としては以下の8項目とされる。
- 「投資失敗人員」（投資に失敗して借金を背負った人）
- 「工作失業人員」（失業して収入を失った人）
- 「生活失意人員」（生活に挫折し、失意の人）
- 「情感失意人員」（心理的に失意にある人）
- 「関係失和人員」（家庭や職場で周囲と衝突している人）
- 「心態失衡人員」（各種の圧力で情緒不安定の人）
- 「精神失常人員」（精神疾患などにかかった人）
- 「年少失管人員」（保護者の管理が行き渡らない年少者）

また、この文脈における「三低三少」は、「所得、社会的地位、社会的人望」が低く（経済収入低、権利地位低、社会声望低）、「人との付き合い、社会と触れ合う機会、不満を口にできる機会」が少ないこと（人際交往少、流動機会少、疏導渠道少）を意味しているとされる。